# Općinska nogometna liga Dubrovnik 1986./87.
Općinska nogometna liga Dubrovnik je predstavljala ligu petog stupnja nogometnog prvenstva Jugoslavije u sezoni 1986./87. 

Liga se sastojala od dvije skupine – Konavle (10 klubova, prvak "Cavtat") i Pelješac (8 klubova, prvak "Faraon" iz Trpnja). 

## Skupina Konavle
Također i kao ONL Dubrovnik – Istočna skupina

### Ljestvica
| mj. | klub               | ut. | pob. | ner. | por. | gol+ | gol- | bod |
| --- | ------------------ | --- | ---- | ---- | ---- | ---- | ---- | --- |
| 1.  | Cavtat             | 18  |      |      |      |      |      | 29  |
| 2.  | Vitoš Vitaljina    | 18  |      |      |      |      |      | 28  |
| 3.  | Enkel Popovići     | 18  |      |      |      |      |      | 22  |
| 4.  | Velebit Močići     | 18  |      |      |      |      |      | 22  |
| 5.  | Hajduk Radovčići   | 18  |      |      |      |      |      | 19  |
| 6.  | Croatia Gabrili    | 18  |      |      |      |      |      | 17  |
| 7.  | Istok Mikulići     | 18  |      |      |      |      |      | 15  |
| 8.  | Jadran Ljuta       | 18  |      |      |      |      |      | 12  |
| 9.  | Omladinac Vodovađa | 18  |      |      |      |      |      | 7   |
| 10. | Proleter Pridvorje | 18  |      |      |      |      |      | 3   |

### Rezultatska križaljka
| kratica | klub               | CAV | CRO | ENK | HAJ | IST | JAD | OML | PRO | VEL | VIT |
| --- | ------------------ | --- | --- | --- | --- | --- | --- | --- | --- | --- | --- |
| CAV | Cavtat             |     | 1:0 |     |     |     |     |     |     |     |     |
| CRO | Croatia Gabrili    |     |     |     |     |     | 2:6 |     |     |     | 0:0 |
| ENK | Enkel Popovići     |     |     |     |     | 2:1 |     |     |     |     | 0:1 |
| HAJ | Hajduk Radovčići   | 3:3 |     |     |     |     |     | 1:2 |     |     |     |
| IST | Istok Mikulići     | 0:1 |     |     | 3:0 |     |     |     |     |     |     |
| JAD | Jadran Ljuta       |     |     |     |     |     |     |     |     | 4:3 |     |
| OML | Omladinac Vodovađa |     |     |     |     |     | 0:3 |     |     |     |     |
| PRO | Proleter Pridvorje |     |     |     |     |     |     | 3:0 |     | 0:3 |     |
| VEL | Velebit Močići     |     |     | 4:4 |     |     |     |     |     |     |     |
| VIT | Vitoš Vitaljina    |     |     |     |     |     |     |     | 1:0 |     |     |
| |                    |     |     |     |     |     |     |     |     |     |     |
| podebljan rezultat - utakmice od 1. do 9. kola (1. utakmica između klubova) rezultat normalne debljine - utakmice od 10. do 18. kola (2. utakmica između klubova) rezultat nakošen - nije vidljiv redoslijed odigravanja međusobnih utakmica iz dostupnih izvora rezultat nakošen i smanjen * - iz dostupnih izvora nije uočljiv domaćin susreta prekrižen rezultat - poništena ili brisana utakmica p - utakmica prekinuta 3:0 p.f. / 0:3 p.f. - rezultat 3:0 bez borbe |                    |     |     |     |     |     |     |     |     |     |     |

 Izvori: 

## Skupina Pelješac
Također i kao ONL Dubrovnik – Zapadna skupina

### Ljestvica
| mj. | klub                 | ut. | pob. | ner. | por. | gol+ | gol- | bod     |
| --- | -------------------- | --- | ---- | ---- | ---- | ---- | ---- | ------- |
| 1.  | Faraon Trpanj        | 14  |      |      |      |      |      | 21      |
| 2.  | Iskra Janjina        | 14  |      |      |      |      |      | 19      |
| 3.  | Crnogorac Putniković | 14  |      |      |      |      |      | 17      |
| 4.  | Lovište              | 14  |      |      |      |      |      | 15 (-2) |
| 5.  | Rat Kuna Pelješka    | 14  |      |      |      |      |      | 13      |
| 6.  | Primorje Zaton Doli  | 14  |      |      |      |      |      | 8       |
| 7.  | Omladinac Lastovo    | 14  |      |      |      |      |      | 7       |
| 8.  | Radnički Oskorušno   | 14  |      |      |      |      |      | 6       |

### Rezultatska križaljka
| kratica | klub                 | CRN | FAR | ISK | LOV | OML | PRI | RAD | RAT |
| --- | -------------------- | --- | --- | --- | --- | --- | --- | --- | --- |
| CRN | Crnogorac Putniković |     | 2:0 |     |     |     | 0:0 |     |     |
| FAR | Faraon Trpanj        |     |     |     |     |     |     |     |     |
| ISK | Iskra Janjina        |     |     |     |     |     | 4:1 |     |     |
| LOV | Lovište              |     |     | 1:0 |     |     |     |     |     |
| OML | Omladinac Lastovo    |     |     |     |     |     |     |     |     |
| PRI | Primorje Zaton Doli  |     |     |     |     |     |     |     |     |
| RAD | Radnički Oskorušno   |     | 2:4 |     |     |     |     |     | 0:1 |
| RAT | Rat Kuna Pelješka    |     |     |     |     | 3:3 |     |     |     |
| |                      |     |     |     |     |     |     |     |     |
| podebljan rezultat - utakmice od 1. do 7. kola (1. utakmica između klubova) rezultat normalne debljine - utakmice od 18. do 14. kola (2. utakmica između klubova) rezultat nakošen - nije vidljiv redoslijed odigravanja međusobnih utakmica iz dostupnih izvora rezultat nakošen i smanjen * - iz dostupnih izvora nije uočljiv domaćin susreta prekrižen rezultat - poništena ili brisana utakmica p - utakmica prekinuta 3:0 p.f. / 0:3 p.f. - rezultat 3:0 bez borbe |                      |     |     |     |     |     |     |     |     |

 Izvori: 

## Unutarnje poveznice
- Dalmatinska liga – Jug 1986./87.